# Terminalschlaf
Als Terminalschlaf bezeichnet man den Schlaf am Ende eines meist generalisierten tonisch-klonischen (Grand-mal-) Anfalls. Er entspricht einem normalen Tiefschlaf, ist harmlos und sollte nicht unterbrochen werden. Der Terminalschlaf ist von unterschiedlicher Dauer von wenigen Minuten bis zu mehreren Stunden. Nach dem Aufwachen fühlt sich der Patient in der Regel wie nach durchlebter schwerer körperlicher Belastung zerschlagen und müde. Differenzialdiagnostisch ist nach einem Grand-mal-Anfall dabei stets auch ein Schädel-Hirn-Trauma auszuschließen.

## Terminalschlaf beim „Pathologischen Rausch“
Der Begriff Terminalschlaf bezeichnet auch den Schlaf am Ende des „pathologischen Rausches“ (schwere psychische Störung nach Alkoholkonsum, die mit exzessiver Aggressivität oder Angst, Halluzinationen und Illusionen einhergeht) mit schlagartig beginnendem Dämmerzustand und narkoseähnlichem Schlaf verbunden, wobei eine Hirnschädigung dafür als zumindest teilweise ursächlich angesehen wird. Allerdings wird die Einteilung in „einfachen“ und „pathologischen Rausch“ als medizinisch zweifelhaft und hinsichtlich Fragen der Schuldfähigkeit auch als wenig geeignet angesehen und sollte dort zugunsten einer differenzierteren Betrachtung des Einzelfalls weichen.